# Lanugo

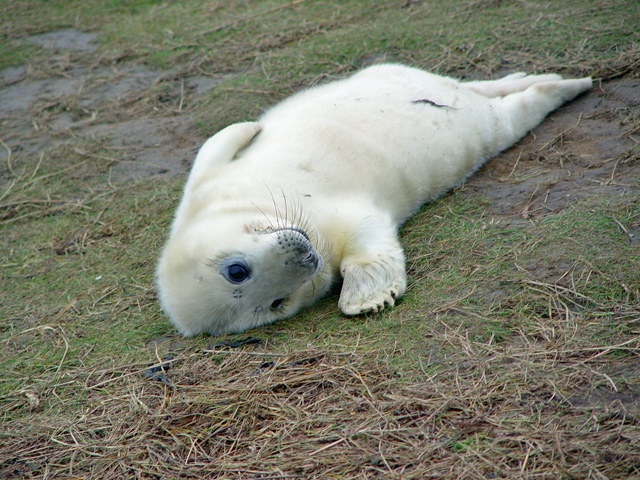
Młoda szarytka morska pokryta lanugo – białym, gęstym futrem

Lanugo – meszek płodowy pokrywający około piątego miesiąca ciąży całą skórę płodu ludzkiego, znikający zazwyczaj pomiędzy siódmym a ósmym miesiącem ciąży. Czasem jednak jest obecny u noworodków i zanika wówczas samoistnie w ciągu kilku dni lub tygodni. Jest odpowiednikiem sierści (futra) zwierząt.
Jest to także objaw niedożywienia białkowo-kalorycznego.
U niektórych ssaków nazwę lanugo stosuje się zarówno do futra płodów, jak i młodych jakiś czas po narodzinach. U weddelek arktycznych lanugo płodowe jest delikatniejsze niż lanugo młodych.